# Trawniki Wąskotorowe
Trawniki Wąskotorowe – zlikwidowana wąskotorowa stacja kolejowa we wsi Trawniki, w województwie lubelskim, w Polsce.